# Фран Вільяльба
Франсіско Хосе Вільяльба Родріго (ісп. Francisco José Villalba Rodrigo; 11 травня 1998 року, Валенсія, Іспанія) — іспанський футболіст, грає на позиції півзахисника. Виступає за клуб «Бірмінгем Сіті».

## Клубна кар'єра
Фран народився у Валенсії і є вихованцем цього клубу. 1 серпня 2014 року він, попри щедру пропозицію «Ліверпуля», підписав професійний контракт з основною командою «Валенсії» строком на чотири роки.
Після підписання він став виступати за другу команду — «Валенсія Месталья». 1 лютого 2015 року, коли йому було 16 років, він дебютував за неї в поєдинку проти «Олімпіка де Хатіва», вийшовши на заміну на 70-ій хвилині замість Дані Раміреса.
26 червня 2015 року Франа викликали на збори в основну команду для підготовки до нового сезону. Попри те, що матчі він і далі проводив за «Месталью», на тренуваннях він працював з першою командою. 16 грудня 2015 року відбувся його дебют у великому футболі в поєдинку Копа дель Рей проти «Баракальдо», де він у другому таймі замінив Андре Гоміша.
31 грудня він дебютував у Ла-Лізі, замінивши на 87-ій хвилині Дані Парехо в поєдинку з «Вільяреалом».

## Кар'єра в збірній
Від 2014 року виступає за юнацькі збірні Іспанії.

## Статистика виступів
Станом на матч, що відбувся 28 жовтня 2020 року
| Клуб                | Сезон              | Ліга               | Ліга | Ліга | Національний кубок | Національний кубок | Інші | Інші | Загалом | Загалом |
| Клуб                | Сезон              | Дивізіон           | Ігри | Голи | Ігри               | Голи               | Ігри | Голи | Ігри    | Голи    |
| ------------------- | ------------------ | ------------------ | ---- | ---- | ------------------ | ------------------ | ---- | ---- | ------- | ------- |
| «Валенсія Месталья» | 2014–15            | Сегунда Дивізіон Б | 3    | 0    | —                  | —                  | —    | —    | 3       | 0       |
| «Валенсія Месталья» | 2015–16            | Сегунда Дивізіон Б | 21   | 0    | —                  | —                  | —    | —    | 21      | 0       |
| «Валенсія Месталья» | 2016–17            | Сегунда Дивізіон Б | 22   | 2    | —                  | —                  | 1    | 0    | 23      | 2       |
| «Валенсія Месталья» | 2017–18            | Сегунда Дивізіон Б | 34   | 6    | —                  | —                  | —    | —    | 34      | 6       |
| «Валенсія Месталья» | Загалом            | Загалом            | 80   | 8    | —                  | —                  | —    | —    | 81      | 8       |
| «Валенсія»          | 2015–16            | Ла-Ліга            | 1    | 0    | 3                  | 0                  | 0    | 0    | 4       | 0       |
| «Нумансія» (оренда) | 2018–19            | Сегунда Дивізіон   | 39   | 4    | 1                  | 0                  | —    | —    | 40      | 4       |
| «Бірмінгем Сіті»    | 2019–20            | Чемпіоншип         | 17   | 1    | 0                  | 0                  | —    | —    | 17      | 1       |
| «Альмерія» (оренда) | 2019–20            | Сегунда Дивізіон   | 16   | 2    | —                  | —                  | 2    | 0    | 18      | 2       |
| «Альмерія» (оренда) | 2020–21            | Сегунда Дивізіон   | 6    | 1    | 0                  | 0                  | —    | —    | 6       | 1       |
| «Альмерія» (оренда) | Загалом            | Загалом            | 22   | 3    | —                  | —                  | 2    | 0    | 24      | 3       |
| Загалом за кар'єру  | Загалом за кар'єру | Загалом за кар'єру | 158  | 16   | 4                  | 0                  | 3    | 0    | 165     | 16      |

1. ↑  Враховуючи Кубок Іспанії, Кубок Англії
2. ↑  Матчі плей-оф
3. ↑  Матчі плей-оф